# Phaea elegantula
Phaea elegantula är en skalbaggsart som beskrevs av Julius Melzer 1933. Phaea elegantula ingår i släktet Phaea och familjen långhorningar.
Artens utbredningsområde är Costa Rica. Inga underarter finns listade i Catalogue of Life.